# دی‌هیدروایمیدازول-۲-ایلیدن
دی‌هیدروایمیدازول-۲-ایلیدن (به انگلیسی: Dihydroimidazol-2-ylidene) با فرمول شیمیایی C
۳N
۲H
۶ یک ترکیب شیمیایی است. که جرم مولی آن ۷۰٫۰۹۳۱ g/mol می‌باشد. 